# Place Royale (Bruxelles)
Pour les articles homonymes, voir Place Royale.
La place Royale (en néerlandais : Koningsplein) est une place de Bruxelles à laquelle on accède par la rue Royale, la rue de Namur, la rue de la Régence, la rue du Musée et la rue Montagne de la Cour. Réalisée entre 1775 et 1782 dans le cadre d'un projet urbanistique comprenant le parc de Bruxelles, il s'agit d'une place de style néoclassique, rectangulaire et symétrique, de 77 m par 113 m.

## Histoire

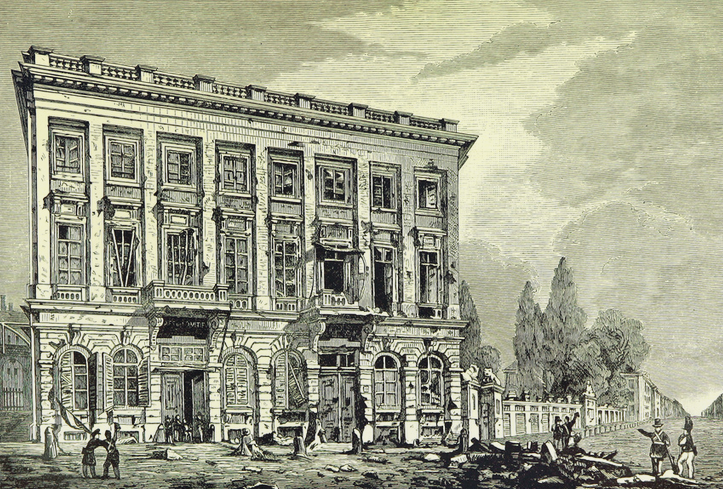
Le Café de l'Amitié (hôtel de Grimbergen) durant la révolution belge.

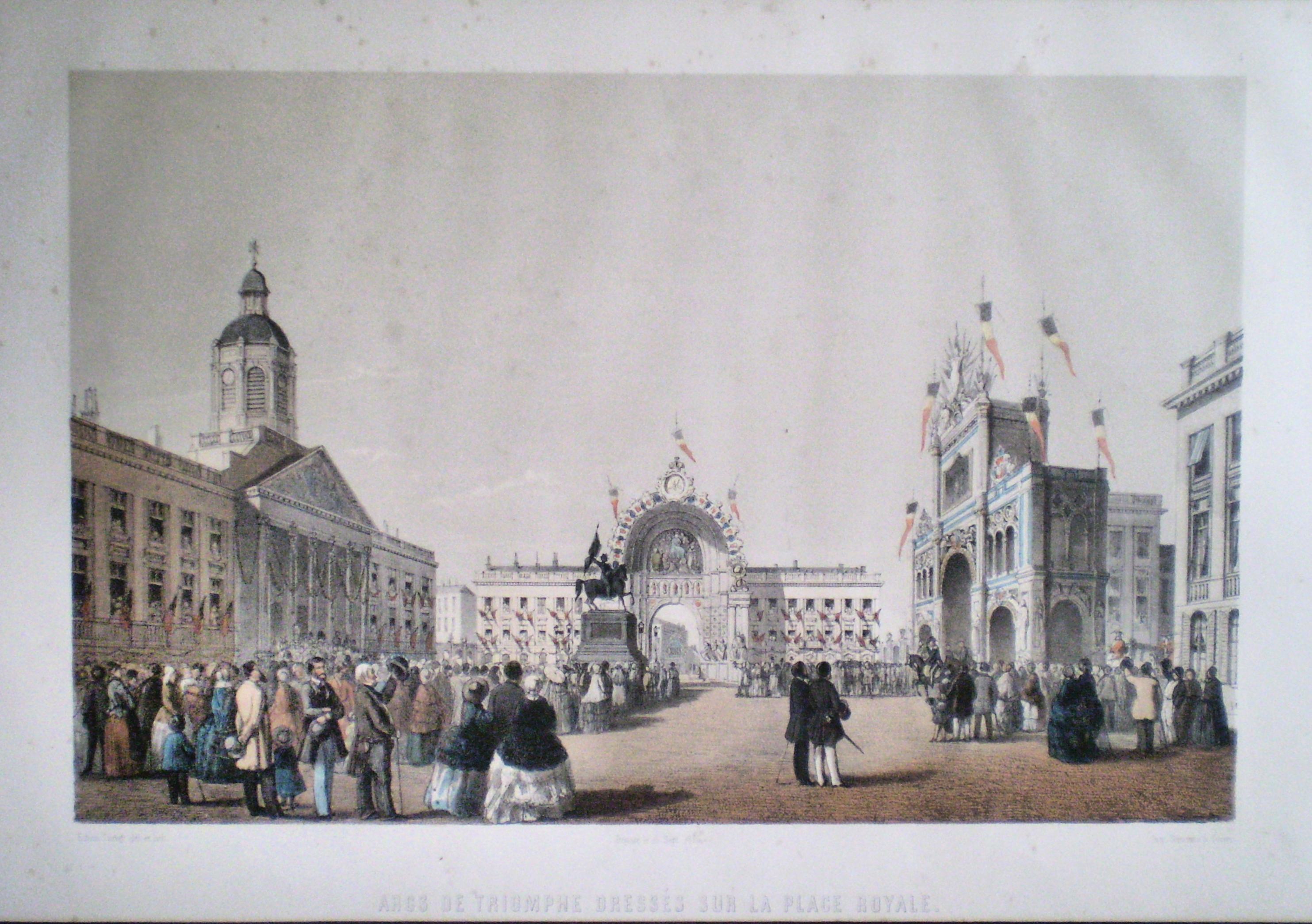
La place Royale lors des fêtes de 1856.

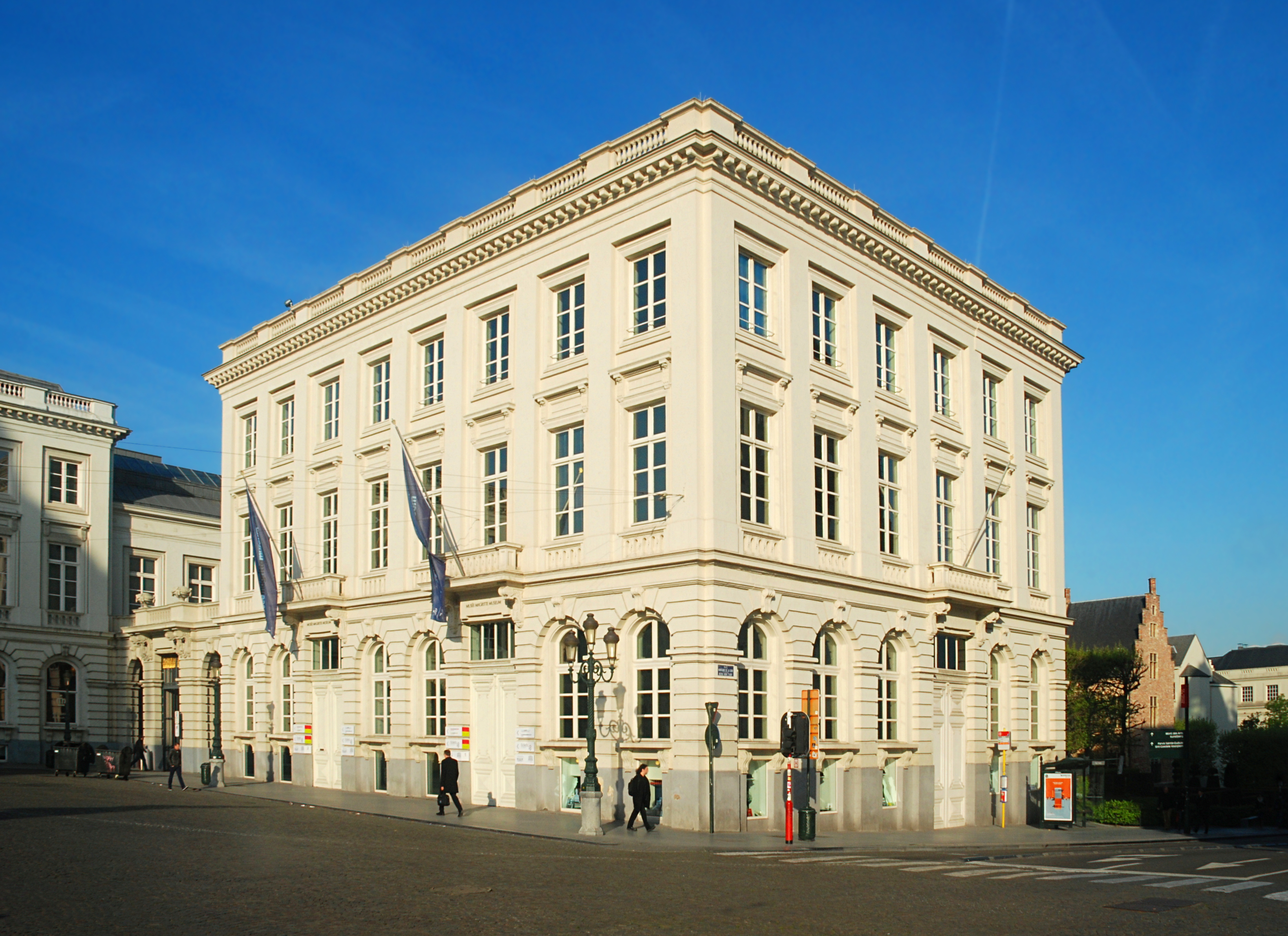
Hôtel du Lotto (no 1-2).

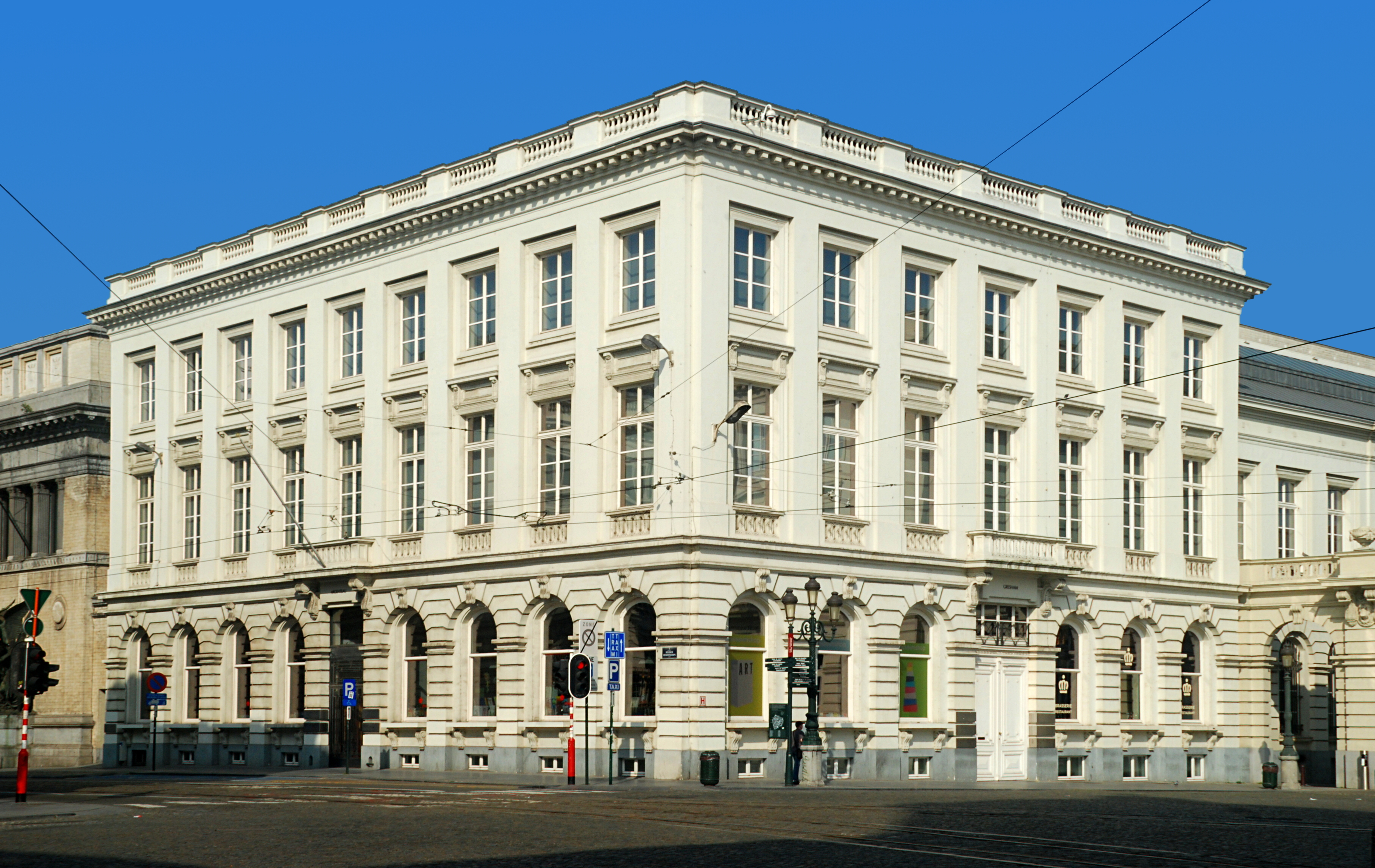
Hôtel des Brasseurs (Hôtel Gresham, no 3).

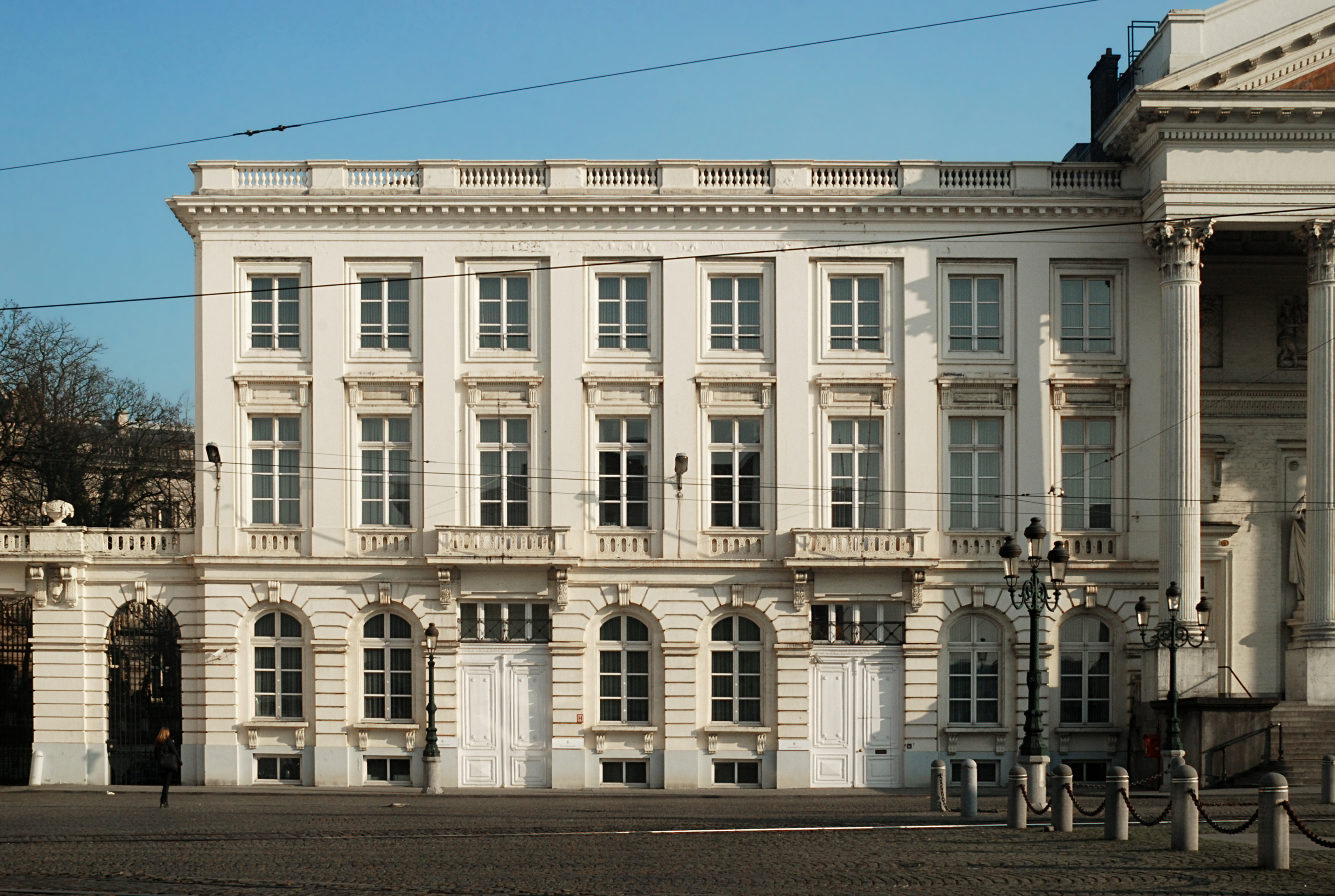
Hôtels de Coudenberg (no 7-8).

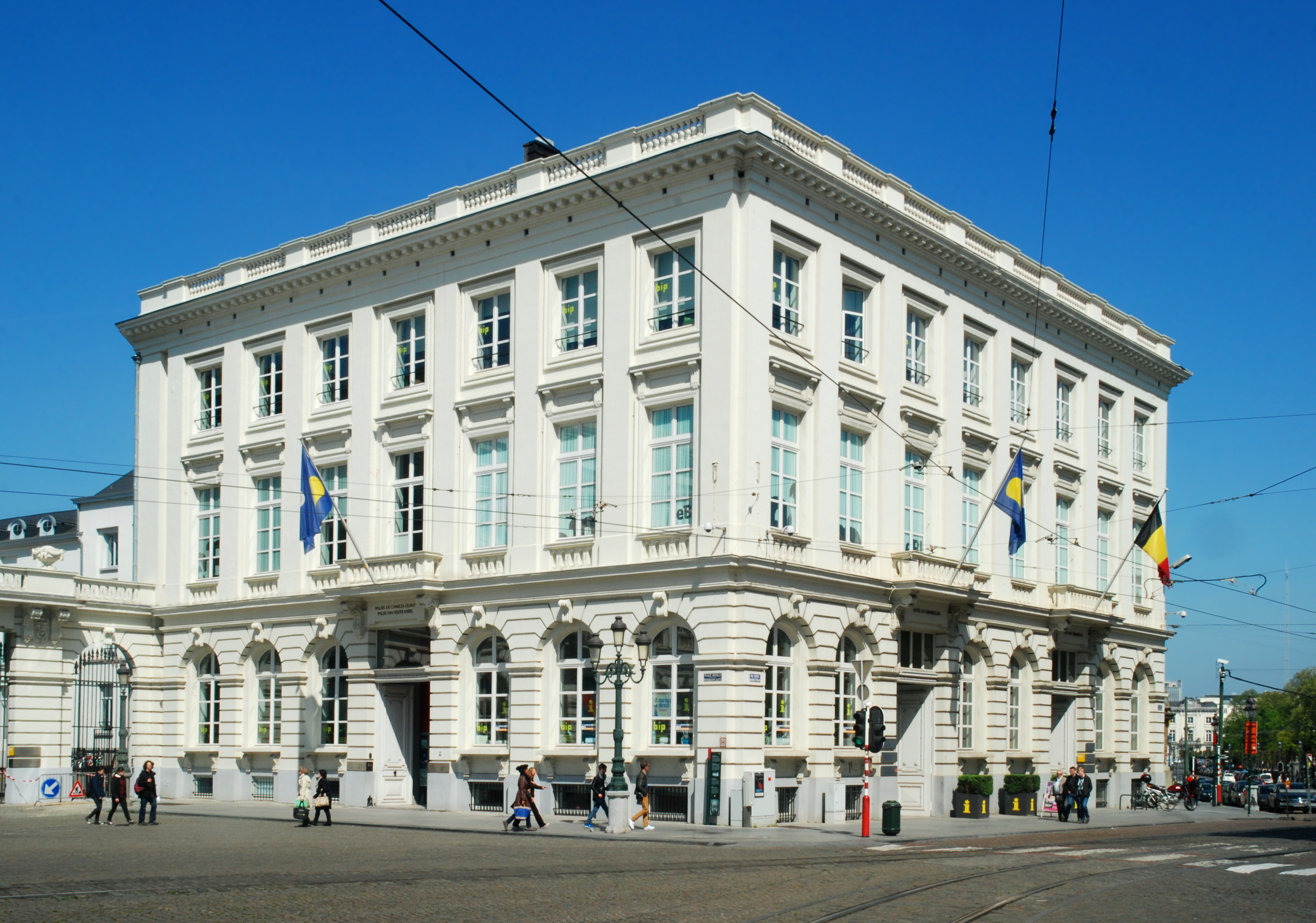
Hôtel de Grimbergen (no 10).

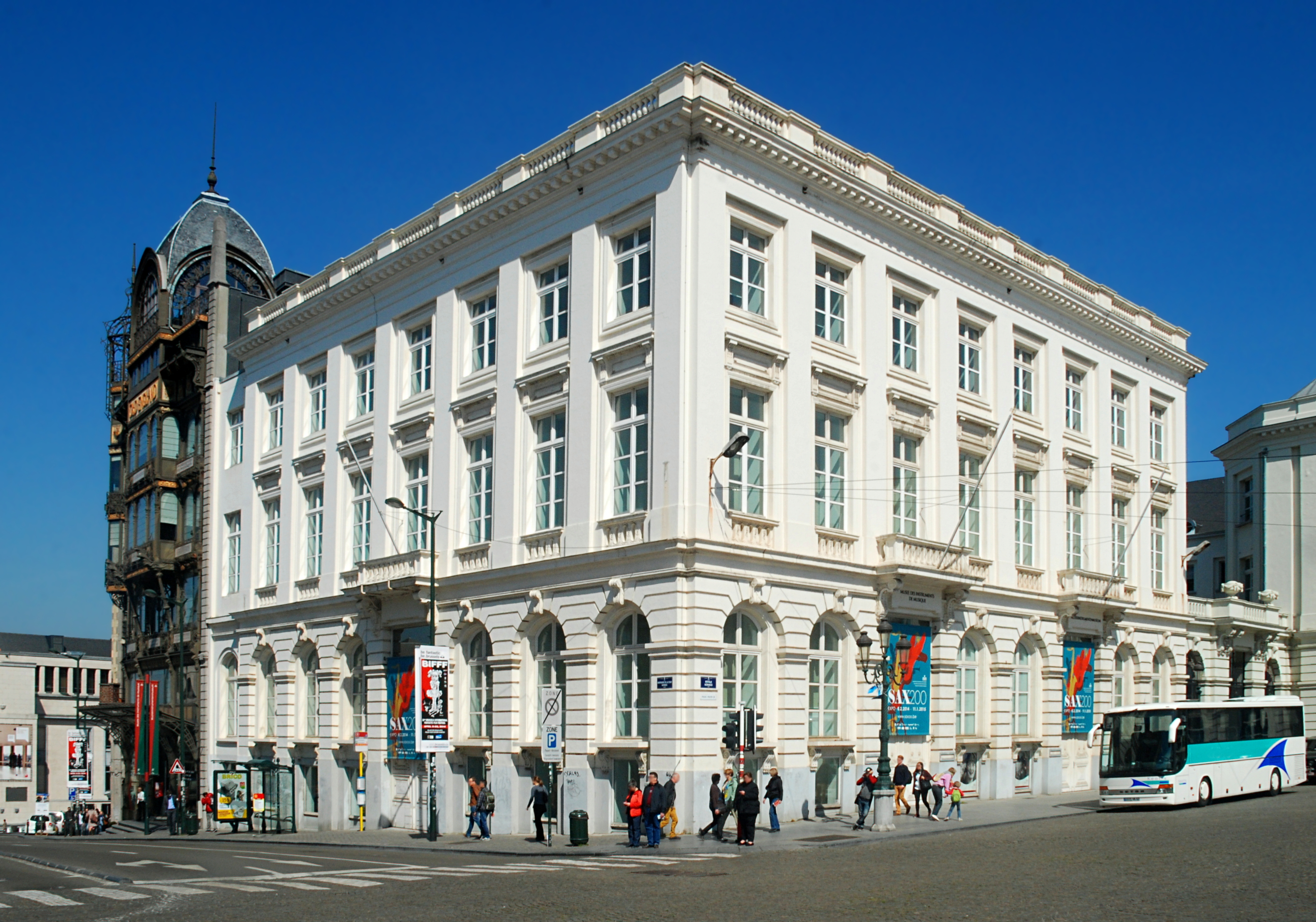
Hôtel de Spangen (no 13-14).

La colline du Coudenberg ou quartier de la Cour, où se trouve l'actuelle place Royale a été pendant près de sept siècles l'emplacement du château, puis de l'Ancien palais du Coudenberg, siège du pouvoir des ducs de Brabant. Elle était une des plus hautes collines dominant la Senne.
En 1731, un violent incendie ravagea le palais qui subsista pendant plusieurs décennies à l'état de ruines connues sous le nom de «Cour brûlée». Plusieurs projets de réaménagement de cet espace furent proposés : Jean-André Anneessens et A. Royet, entre autres, conçurent des projets de reconstruction d'un palais, qui ne dépassèrent pas le stade d'ébauches, faute d'argent. La construction d'un nouveau palais semblait s'imposer d'autant moins qu'entre-temps la cour s'était installée au palais d'Orange Nassau.
En 1769, germa l'idée de déblayer et de niveler les ruines de la place des Bailles et de l'aménager en esplanade destinée à des parades militaires. On y aurait érigé une statue de Charles Quint récupérée de ces mêmes Bailles. Le plan était sur le point d'aboutir en 1772, lorsqu'un autre projet le rendit obsolète. En 1774, pour fêter le 25e anniversaire du règne de Charles-Alexandre de Lorraine, on décida de la réalisation d'une statue au centre d'un espace planté. La première mouture du projet, conçue par Louis-Joseph Baudour et Claude Fisco, prévoyait de conserver la chapelle de l'ancien palais du Coudenberg, qui avait été épargnée par l'incendie. Si, au départ, cet espace destiné à être ornée d'une statue du gouverneur fut quelquefois appelé place de Lorraine en son honneur, c'est finalement l'appellation place royale qui fut retenue, selon le modèle prédominant en France et qui paraissait plus propre à représenter le pouvoir politique.
L'architecte Jean-Benoît-Vincent Barré joua un rôle consultatif dans l'élaboration du projet. La première mouture de ses plans montre qu'il conçut l'idée de reconstruire l'église Saint-Jacques-sur-Coudenberg dans l'axe de la Montagne de la Cour, créant ainsi une magistrale perspective. Il imagina également d'autres percées qui sont encore présentes aujourd'hui : celles de la rue de Namur et du passage du Palais.
Ce plan fut modifié vers 1780 par l'architecte Joachim Zinner, qui imagina la mise en relation de la place avec le nouveau Palais de Charles-Alexandre de Lorraine et le parc de Bruxelles (abritant une statue de l'impératrice Marie-Thérèse qui ne fut jamais réalisée). Ce nouveau quartier, conçu sur une structure reliant trois points stratégiques, visait à désengorger cette partie de la ville.
Par la suite, des portiques furent imaginés par Barnabé Guimard pour les percées, afin de donner au périmètre plus de cohérence.
La statue du gouverneur Charles-Alexandre de Lorraine fut réalisée par Pierre-Antoine Verschaffelt. La statue pédestre fut préférée à la formule de la statue équestre - dont le modèle est la statue de Marc-Aurèle à Rome -, car elle représentait moins l'autorité au sens contraignant du terme. C'est la statue d'un prince éclairé, capable de faire «la félicité de son peuple», et non plus un homme de guerre. Il convient de remarquer qu'il ne s'agit pas à proprement parler d'une statue «royale», puisque Charles de Lorraine n'était que le gouverneur général, représentant un souverain qui réside à Vienne.
Les révolutionnaires français renversèrent la statue lors de leur entrée à Bruxelles en janvier 1793. Replacée lors de la brève restauration autrichienne, la statue fut ensuite à nouveau abattue par les Français et cette fois fondue et transformée en pièces de monnaie. Les Français plantèrent un arbre de la liberté à l'emplacement de la statue. Cet arbre fut lui-même abattu en 1814, lors de la chute de l'empire napoléonien.
Resté vide pendant plusieurs décennies, le centre de la place fut à nouveau occupé par un monument en 1848 : la statue de Godefroid de Bouillon, à une époque où la jeune Belgique était à la recherche de repères patriotiques. Cette statue équestre de Godefroid de Bouillon par Eugène Simonis fut inaugurée le 15 août 1848 (sur le socle, on lit le 24 !)
Le héros est représenté au moment où il part pour la première croisade: il agite l'étendard et crie : « Dieu le veut ! »
En 1897, on encastra deux bas-reliefs en bronze dans le piédestal. L'un représente "l'assaut de Jérusalem" conduit par Godefroid de Bouillon qui prit la ville le 15 juillet 1099. L'autre représente "les Assises de Jérusalem", recueil de lois et d'ordonnances qui n'ont jamais été promulguées par Godefroid !
Comme la place des Palais, la place Royale se prête à la tenue de cérémonies officielles. Les derniers souverains autrichiens y furent inaugurés comme ducs de Brabant : Joseph II le 17 juillet 1781, Léopold II le 30 juin 1791 - tous deux en leur absence -, ainsi que François II le 23 avril 1794, qui fut le premier souverain à être effectivement présent à la cérémonie depuis Philippe II. Des cavalcades y furent organisées en l'honneur de Napoléon Ier en 1810. C'est encore sur la place que fut célébrée l'inauguration de Guillaume Ier comme souverain des Pays-Bas le 21 septembre 1815. Le 21 juillet 1831. Le roi Léopold Ier prêta serment comme premier roi des Belges devant les membres du Congrès sur une estrade devant l'église Saint-Jacques-sur-Coudenberg. On y célébra par la suite d'autres fêtes, dont une des plus brillantes fut celle à l'occasion des 25 années de règne de Léopold Ier en 1856, lorsqu'on dressa des arcs de triomphe à l'entrée de la rue de la Régence et de la rue Royale.

## Description
Rectangulaire et symétrique, la place relève de l'architecture néoclassique. Elle s'inspire du modèle des places royales françaises, tel qu'il fut mis au point à la fin du XVIIe siècle. Ses bâtiments étant grevés d'une servitude architectonique, elle n'a subi que peu de changements depuis sa création : la statue de Godefroid de Bouillon s'est substituée à celle de Charles de Lorraine; la colonnade qui la clôturait vers le sud a été détruite lors du percement de la rue de la Régence.

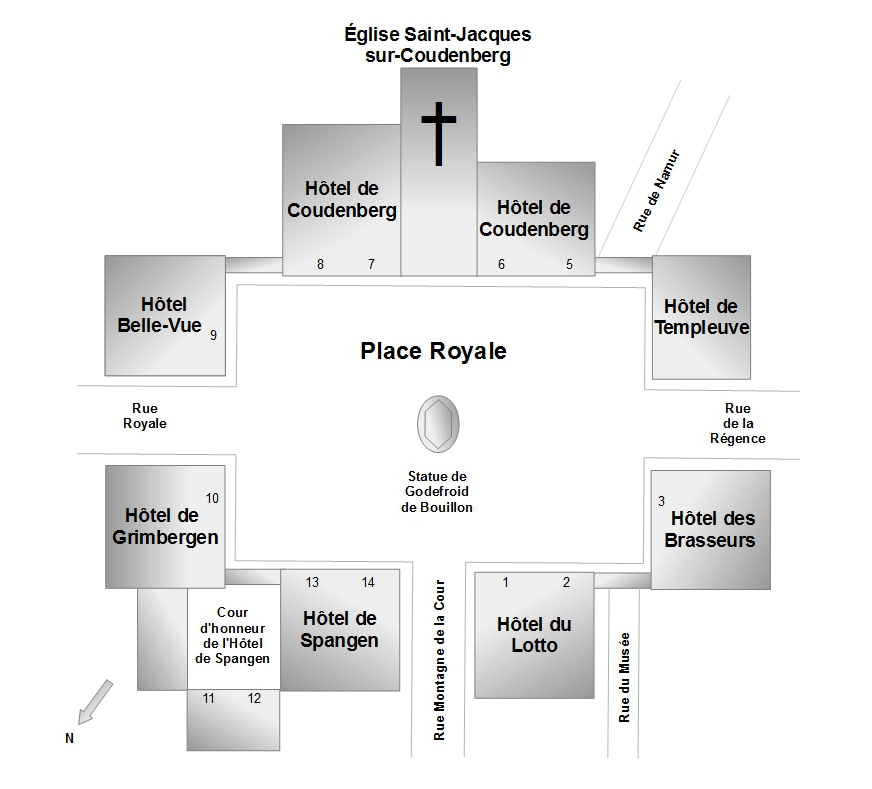
Plan de la place Royale.

### Statue de Godefroid de Bouillon
La statue, qui fut d'ailleurs la dernière partie de la place à avoir été réalisée, occupe le centre de la place et constitue avec la façade de l'église saint-Jacques sur Coudenberg et la rue Montagne de la Cour l'axe du petit côté.
Godefroid de Bouillon est représenté au moment où il part pour la première croisade : le héros agite l'étendard et crie : « Dieu le veut ! »
En 1897, on encastra deux bas-reliefs en bronze dans le piédestal. L'un représente "l'assaut de Jérusalem" conduit par Godefroid de Bouillon qui prit la ville le 15 juillet 1099. L'autre représente "les Assises de Jérusalem", recueil de lois et d'ordonnances qui n'ont jamais été promulguées par Godefroid !

### Cathédrale Saint-Jacques-sur-Coudenberg
La présence d'une église comme édifice focalisant l'attention est une particularité bruxelloise, qui la distingue des autres «places royales» de l'époque, où l'édifice principal, symbole de l'autorité, est souvent un hôtel de ville. Cette particularité s'explique simplement par la présence de l'abbaye du Coudenberg à cet endroit. Il n'y a pas lieu d'y voir une manifestation du pouvoir de l'Église, mais plutôt de sa subordination à l'État, qui mit l'abbaye à contribution pour embellir la place.

### Portiques
Aux angles de la place des portiques assurent la liaison entre les pavillons vers la rue Borgendael, la rue de Namur et la rue du Musée.

### Pavillons
Huit pavillons, portant des numéros de 1 à 14, sont disposés symétriquement
- l'ancien Hôtel du Lotto (no 1-2) fut construit pour la Loterie impériale et royale des Pays-Bas. Il est actuellement occupé par le musée Magritte.
- l'ancien Hôtel des Brasseurs (no 3) fut construit par la corporation des Brasseurs. Il fait actuellement partie des Musées royaux des beaux-arts de Belgique. Également connu sous le nom d'Hôtel Gresham, il possède un intérieur Art nouveau intéressant.
- l'ancien Hôtel de Templeuve (no 4) construit par Brigitte Scockaert de Tirimont, douairière de Templeuve sur le site de l'ancien hôtel de sa famille. Il était parfois appelé Hôtel Arconati, du nom de son second propriétaire et également Palais du Comte de Flandre car Philippe comte de Flandre, frère du roi Léopold II, l'avait acquis en 1866 et y a résidé durant près de quarante ans. Cet édifice fait partie des bâtiments de la Cour des comptes depuis 1984.
- les deux anciens Hôtels de Coudenberg (no 5-6 et 7-8) furent construits par l'abbaye Saint-Jacques-sur-Coudenberg. L'immeuble à droite de l'église Saint-Jacques est actuellement occupé par l'Espace culturel ING. L'immeuble de gauche est occupé par la cour constitutionnelle.
- l'ancien Hôtel de Belle-Vue (no 9) fut construit par Philippe de Proft pour y installer un hôtel de luxe. Il est actuellement occupé par le Musée BELvue
- l'ancien Hôtel de Grimbergen (no 10) doit son nom à l'abbaye de Grimbergen qui se chargea de sa construction. Il appartient actuellement au gouvernement de la Région de Bruxelles-Capitale. Sous le bâtiment se trouvent les vestiges de la chapelle de l'ancien palais du Coudenberg.
- l'ancien Hôtel de Spangen (no 11-14) doit son nom au comte de Spangen qui le fit construire. Le bâtiment à l'angle de la place et de la rue Montagne de la Cour (no 13-14) fait actuellement partie du musée des instruments de musique.

### Zone archéologique
Dans le coin nord-ouest de la place se trouve une zone archéologique. Sous les pavés de la place, fouillés entre 1995 et 2000 puis couverts par une dalle de béton, se trouvent les vestiges arasés à la fin du XVIIIe siècle lors de l'aménagement de la place, de l'Aula Magna, la grande salle de l'ancien Palais du Coudenberg. Classés à titre de Monument, ces vestiges font partie d'un ensemble plus vaste, accessible depuis le Musée BELvue.

## La place dans le quartier auXXIesiècle
Aujourd'hui autour de cette place on peut trouver de nombreuses institutions culturelles de Bruxelles : Le musée BELvue, les Musées royaux des beaux-arts de Belgique, le musée des instruments de musique (l'entrée se fait par l'ancien bâtiment Old England), les vestiges de l'ancien palais de Bruxelles (Coudenberg - entrée par le Musée BELvue) et le musée Magritte.

## Accessibilité
| ___ | Ce site est desservi par les stations de métro : Gare Centrale et Parc. |